# Дженкінтаун (Пенсільванія)
Дженкінтаун (англ. Jenkintown) — місто (англ. borough) в США, в окрузі Монтгомері штату Пенсільванія. Населення — 4719 осіб (2020).

## Географія
Дженкінтаун розташований за координатами 40°5′47″ пн. ш. 75°7′47″ зх. д. / 40.09639° пн. ш. 75.12972° зх. д. (40.096256, -75.129639).  За даними Бюро перепису населення США в 2010 році місто мало площу 1,50 км², уся площа — суходіл.

## Українське життя
У Дженкінтауні розташована греко-католицька Церква святого архистратига Михаїла (Бучацька єпархія), яку називають Михайлівка. Це одна з небагатьох церков у США, яка повернулася до юліанського календаря. Всі Богослужіння відправляються тільки в українській мові.
Землю для будівництва освятив 21 вересня 1976 року, на Різдво Пресвятої Богородиці, Патріарх Йосип Сліпий.
У 2004 році церква була освячена митрополитом Філадельфійським Стефаном Сорокою.
Церкву відвідували Митрополит Львівський Володимир Стернюк, Блаженніший патріарх емерит Любомир Гузар, перший президент України Леонід Кравчук.
У Дженкінтауні з 1980 року діє Український Освітньо-Культурний Центр (УОКЦ).

## Демографія
Згідно з переписом 2010 року, у селищі мешкали 4422 особи в 2014 домогосподарствах у складі 1083 родин. Густота населення становила 2945 осіб/км².  Було 2128 помешкань (1417/км²).
Расовий склад населення:
| - 90,2 % — білих - 5,7 % — чорних або афроамериканців - 2,0 % — азіатів |

До двох чи більше рас належало 1,8 %. Частка іспаномовних становила 3,0 % від усіх жителів.
За віковим діапазоном населення розподілялося таким чином: 21,8 % — особи молодші 18 років, 59,3 % — особи у віці 18—64 років, 18,9 % — особи у віці 65 років та старші. Медіана віку мешканця становила 43,6 року. На 100 осіб жіночої статі у селищі припадало 81,5 чоловіків;  на 100 жінок у віці від 18 років та старших — 78,1 чоловіків також старших 18 років.
Середній дохід на одне домашнє господарство  становив 87 031 долар США (медіана — 63 792), а середній дохід на одну сім'ю — 124 820 доларів (медіана — 108 092). Медіана доходів становила 58 221 долар для чоловіків та 60 556 доларів для жінок. За межею бідності перебувало 14,2 % осіб, у тому числі 15,9 % дітей у віці до 18 років та 12,5 % осіб у віці 65 років та старших.
Цивільне працевлаштоване населення становило 2097 осіб. Основні галузі зайнятості: освіта, охорона здоров'я та соціальна допомога — 34,5 %, науковці, спеціалісти, менеджери — 13,9 %, фінанси, страхування та нерухомість — 9,7 %, роздрібна торгівля — 7,5 %.

## Освіта
- Академія Св. Василія
- Мейнор коледж (англ. Manor College) — світський чотирирічний коледж, заснований Сестрами Чину Святого Василія Великого в 1947 році.

12 травня 2022 року Манор-коледж удостоїв Президента України Володимира Зеленського звання почесного доктора гуманітарних наук.